# Cheick Keita (football, 2003)
Cheick Keita, né le 2 avril 2003 à Champigny-sur-Marne en France, est un footballeur français qui joue au poste de défenseur au Sporting de Charleroi, en Belgique.

## Biographie

### En club
Né à Champigny-sur-Marne, Cheick Keita commence le football au FC Saint-Leu 95 avant d'être formé au Stade de Reims.
C'est avec ce club qu'il joue son premier match en professionnel, le 23 octobre 2022, lors d'une rencontre de championnat contre l'AJ Auxerre. Il est titularisé et son équipe s'impose par deux buts à un. Après avoir connu plusieurs titularisations avec Reims il signe son premier contrat professionnel en mars 2023, d'une durée de trois ans, soit jusqu'en juin 2026,.
Le 31 août 2023, Cheick Keita rejoint le SC Bastia sous la forme d'un prêt d'une saison,.
Keita inscrit son premier but en professionnel le 19 décembre 2023, lors d'une rencontre de championnat face à l'AS Saint-Étienne, au stade Geoffroy-Guichard. Titulaire, il ne peut empêcher la défaite de son équipe malgré son but (3-2 score final),.

### En sélections nationales
Cheick Keita représente la France en équipe de jeunes. Il joue notamment six matchs avec les moins de 20 ans entre 2022 et 2023,.
En novembre 2023 il décide finalement de représenter le Mali en sélection. En février 2024, il est présélectionné avec l'équipe nationale du Mali par le sélectionneur Éric Chelle.